# 外田町
外田町（そとだまち）は、名古屋市西区の地名。

## 歴史

### 沿革
- 1872年（明治5年） - 愛知郡名古屋村の一部により、同郡外田町として成立[2]。
- 1878年（明治11年）12月20日 - 名古屋区編入により、同区外田町となる[2]。
- 1889年（明治22年）10月1日 - 名古屋市成立に伴い、同市外田町となる[2]。
- 1908年（明治41年）4月1日 - 西区成立に伴い、同区外田町となる[2]。
- 1981年（昭和56年）8月23日 - 幅下一丁目・新道一丁目・新道二丁目・浅間一丁目・浅間二丁目にそれぞれ編入され消滅[2]。